# Rancho de la Luna

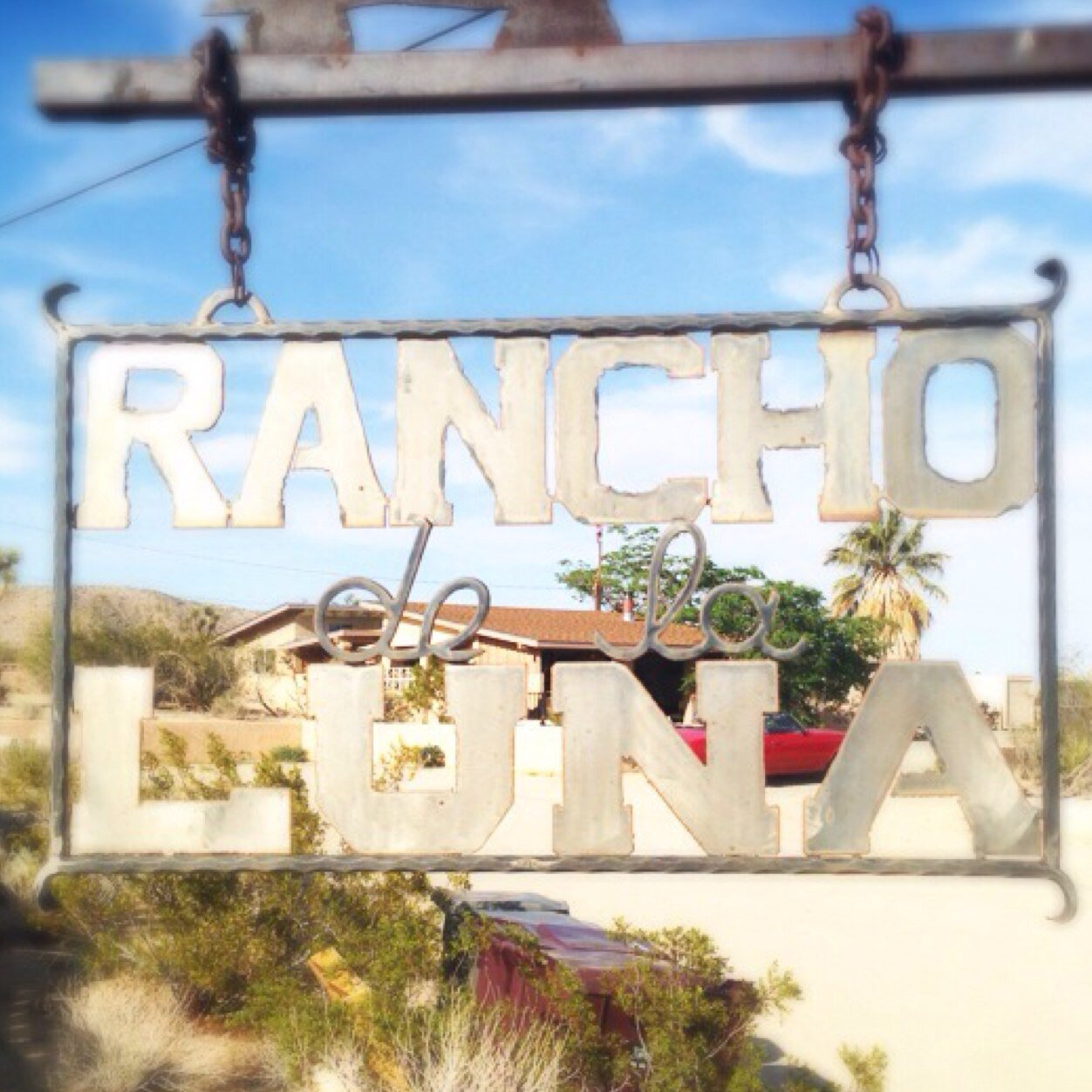
Enseigne du Rancho de la Luna

Rancho de la Luna est un studio d'enregistrement créé par Fred Drake et Dave Catching en 1993 à Joshua Tree, en Californie.

## Artistes notables y ayant enregistré
- Arctic Monkeys
- Barb Wire Dolls
- Bingo's Dream Band
- CKY
- Desert Sessions (dont des sessions avec Josh Homme, Alain Johannes, Natasha Shneider, Dean Ween (en), Twiggy Ramirez, Joey Castillo, Peter Stahl (en), Mario Lalli (en), Troy Van Leeuwen, Nick Oliveri, Chris Goss, Ben Shepherd, Alfredo Hernandez, David Catching, Brian O'Connor (en), Jesse Hughes)
- The Duke Spirit (en)
- Eagles of Death Metal
- Earth
- earthlings?
- Josh Freese
- Eighties Matchbox B-Line Disaster
- Fatso Jetson (en)
- Foo Fighters featuring Joe Walsh
- Fu Manchu
- The Gama Sennin
- The Giraffes (en)
- Goatsnake
- Dave Grohl
- Dot Hacker (en)
- Gutter Twins (en) (Mark Lanegan et Greg Dulli)
- PJ Harvey
- Household Gods (en) (David Pajo de Slint, Vern Rumsey de Unwound)
- Hulk
- Kyuss
- Mark Lanegan
- Daniel Lanois
- Masters of Reality
- John McBain (en)
- Mondo Generator
- Midget Handjob featuring Keith Morris (en)
- Mojave Lords
- The Mutants (en)
- Nine50nine featuring Dave Krusen and Ty Willman
- Philiac
- PINS (en)
- Iggy Pop
- Queens of the Stone Age
- Sky Valley Mistress
- Smith & Pyle (en)
- Sparta
- Tinariwen
- Twilight Singers (en)
- Kurt Vile[1]
- Skegss
- UNKLE
- Victoria Williams (en)
- Wool (en)